# Liste der Biografien/Shaq
Liste der Biografien |
Portal Biografien |
Personensuche
# |
A |
B |
C |
D |
E |
F |
G |
H |
I |
J |
K |
L |
M |
N |
O |
P |
Q |
R |
S |
T |
U |
V |
W |
X |
Y |
Z |
?
 
Sa |
Sb |
Sc |
Sd |
Se |
Sf |
Sg |
Sh |
Si |
Sj |
Sk |
Sl |
Sm |
Sn |
So |
Sp |
Sq |
Sr |
Ss |
St |
Su |
Sv |
Sw |
Sy |
Sz
 
Sha |
Shc |
She |
Shh |
Shi |
Shk |
Shl |
Shm |
Shn |
Sho |
Shp |
Shr |
Sht |
Shu |
Shv |
Shw |
Shy
 
Shaa |
Shab |
Shac |
Shad |
Shae |
Shaf |
Shag |
Shah |
Shai |
Shaj |
Shak |
Shal |
Sham |
Shan |
Shao |
Shap |
Shaq |
Shar |
Shas |
Shat |
Shau |
Shav |
Shaw |
Shax |
Shay |
Shaz
Die Liste der Biografien führt alle Personen auf, die in der deutschsprachigen Wikipedia einen Artikel haben. Dieses ist eine Teilliste mit 4 Einträgen von Personen, deren Namen mit den Buchstaben „Shaq“ beginnt.

## Shaq

### Shaqa
- Shaqa, Dervish (1912–1985), albanischer Folkloresänger

### Shaqi
- Shaqiri, Ilir (* 1973), albanisch-italienischer Balletttänzer, Choreograf, Tanzpädagoge, künstlerischer Leiter und Fernsehmoderator
- Shaqiri, Xherdan (* 1991), Schweizer FussballspielerXherdan Shaqiri (* 1991)

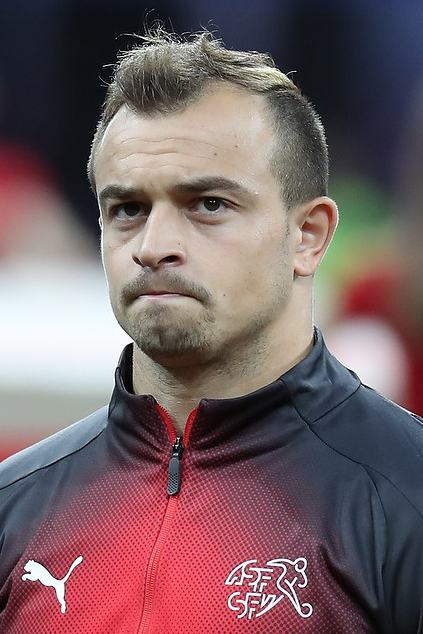
Xherdan Shaqiri (* 1991)

- Shaqiya, andalusischer Berberfürst aus dem Volk der Miknasa